# Ovis ammon ammon
El argalí de Altái (Ovis ammon ammon) es una subespecie de argalí; una oveja salvaje que deambula en las alturas del macizo de Altái en el Asia Central.
El argalí del Altái es la oveja más grande del mundo y también la que ostenta los cuernos más pesados, que en los machos maduros normalmente pesan entre 45 y 50 libras, pero que pueden llegar a pesar hasta 75 libras (35 kg).